# Sloup se sochou Panny Marie Pomocné (Český Rudolec)
Sloup se sochou Panny Marie Pomocné je pozdně barokní sloup se sochou datovaný do roku 1748. Stojí za obcí Český Rudolec v okrese Jindřichův Hradec v blízkosti silnice vedoucí do Valtínova, v Jihočeském kraji. Od 3. května 1958 je kulturní památkou.

## Popis
Na hranolovém podstavci je posazen korintský sloup, na jehož vrcholu stojí figura Panny Marie v nadživotní velikosti. Postava s nakročenou pravou nohou drží v pravé ruce Jezulátko, ke kterému přiklání hlavu. Podstavec a sloup jsou vytesány ze žuly, socha je z mušlového vápence. Na soklu se nachází nečitelný, nejspíše latinský, nápis.
Sloup se sochou je výtvarně kvalitní barokní plastika, prezentující významný článek vývoje barokního sochařství na jihozápadní Moravě. Současně připomíná tradici mariánského kultu. Je významným krajinotvorným prvkem, pohledově se uplatňujícím při cestě z Českého Rudolce do Valtínova.